# 阪井一生
阪井 一生（さかい かずき、1985年2月26日 - ）は、日本のギタリスト、作曲家、俳優。ロックバンド・flumpoolやTHE TURTLES JAPANのメンバーとして活動している。大阪府松原市出身。AB型。 身長171cm。

## 来歴
2002年、幼稚園からの幼馴染みの山村隆太、尼川元気らとの3人でアコースティック・ギター弾き語りユニットを結成。2007年1月、知人の紹介で知り合った小倉誠司が加入し、flumpoolを結成。
2008年8月27日、タワーレコードおよびTSUTAYAにて初回5,000枚完全限定生産で、トライアルシングルと銘打ったインディーズシングル『labo』を発売し、10月1日にCMソングの「花になれ」が配信限定シングルとして発売され、同作を以てメジャー・デビュー。
2013年4月よりダイエットに専念のため「ビジュアル面」の活動を一時休止。6月30日に開催された『阪井一生はギタリストに復帰できるのか!? Judgment Day!』で減量成功により復帰。同時にflumpoolのサブリーダーとなった。
2014年11月19日に亀田誠治、山村隆太と3人で構成されるTHE TURTLES JAPANの1stシングル『It's Alright!』を発売。表題曲はTBS系『CDTV』10・11月度オープニングテーマ曲として使用された。
2017年、『FNS27時間テレビ』の「にほんのれきし」をテーマにした特別ドラマ『源氏さん!物語』、『僕の金ケ崎』、『私たちの薩長同盟』の3作品の劇伴音楽を初めて担当。のち山村と「源氏さん!物語」にゲストとして出演することになった。
2019年7月2日、ヤマモトシンタロウ（LEGO BIG MORL）と共にオンラインサロン「おとなり」を開設。2021年7月1日、新会社となる個人事務所設立とアミューズの子会社A-Sketchとの業務提携を発表。

## 人物
flumpoolのほとんどの楽曲の作曲とコーラスを担当。アルバム『What's flumpool!?』収録曲「タイムカプセル」では、メインボーカルを担当した。

## 作品

### 楽曲提供
| アーティスト   | 担当 | タイトル              | 初出                   |
| -------------- | ---- | --------------------- | ---------------------- |
| ばってん少女隊 | 作曲 | 「無敵のビーナス」    | 『無敵のビーナス』     |
| ジャニーズWEST | 作曲 | 「Change your mind!」 | 『週刊うまくいく曜日』 |

### 劇伴音楽
FNS27時間テレビ にほんのれきし 特別ドラマ
- 『源氏さん!物語』
- 『僕の金ヶ崎』
- 『私たちの薩長同盟』

## 出演

### MV
- ポルノグラフィティ「VS」 - 街を歩く知り合い役[12]